# Liste der Monuments historiques in Esnes-en-Argonne
Die Liste der Monuments historiques in Esnes-en-Argonne führt die Monuments historiques in der französischen Gemeinde Esnes-en-Argonne auf.

## Liste der Objekte
| Bezeichnung                     | Beschreibung                                                                 | Standort                       | Kennzeichnung | Schutzstatus | Datum | Bild |
| ------------------------------- | ---------------------------------------------------------------------------- | ------------------------------ | ------------- | ------------ | ----- | ---- |
| Kelch und Patene                | Silber, vergoldet, erste Hälfte des 19. Jahrhunderts, von Marie Thierry      | in der Kirche St-Martin (Lage) | PM55001838    | Inscrit      | 1998  |      |
| Grabstein für Nicolas de Failly | Stein, bezeichnet 1527                                                       | auf dem Dorfplatz (Lage)       | PM55000237    | Classé       | 1929  |      |
| Rotweißer Ornat                 | Kasel, Stola, Manipel und Bursa; Seide, bestickt, Mitte des 19. Jahrhunderts | in der Kirche St-Martin (Lage) | PM55001837    | Inscrit      | 1998  |      |